# Begovo Brdo Žumberačko
Begovo Brdo Žumberačko je naseljeno mjesto u Republici Hrvatskoj u Zagrebačkoj županiji. 

## Zemljopis
Administrativno je u sastavu općine Krašić. Naselje se proteže na površini od 1,13 km².

## Stanovništvo
Prema popisu stanovništva iz 2001. godine u Begovom Brdu Žumberačkom žive 22 stanovnika i to u 13 kućanstava. Gustoća naseljenosti iznosi 19,47 st./km².
| broj stanovnika | 239   | 124   | 161   | 184   | 187   | 155   | 156   | 148   | 115   | 118   | 115   | 100   | 51    | 51    | 22    | 13    | 8     |
|                 | 1857. | 1869. | 1880. | 1890. | 1900. | 1910. | 1921. | 1931. | 1948. | 1953. | 1961. | 1971. | 1981. | 1991. | 2001. | 2011. | 2021. |